# Championnats d'Europe de plongeon 2025
Navigation
Jeux européens de 2023 Jeux européens de 2027
Les Championnats d'Europe de plongeon 2025 se déroulent du 22 au 28 mai 2025 au Gloria Sports Arena d'Antalya en Turquie. Ce championnat ne fait pas partie d'un championnat de natation avec toutes les autres disciplines.

## Podiums

### Femmes
| Épreuves               | Or                                                          | Or                     | Argent                                   | Argent                 | Bronze                                                 | Bronze                 |
| Épreuves individuelles | Épreuves individuelles                                      | Épreuves individuelles | Épreuves individuelles                   | Épreuves individuelles | Épreuves individuelles                                 | Épreuves individuelles |
| ---------------------- | ----------------------------------------------------------- | ---------------------- | ---------------------------------------- | ---------------------- | ------------------------------------------------------ | ---------------------- |
| Tremplin de 1 m        | Chiara Pellacani (ITA)                                      | 283,75 pts             | Elna Widerström (SWE)                    | 267,10 pts             | Michelle Heimberg (SUI)                                | 265,90 pts             |
| Tremplin de 3 m        | Michelle Heimberg (SUI)                                     | 335,10 pts             | Alexandra Bibikina (ARM)                 | 322,95 pts             | Lena Hentschel (GER)                                   | 312,70 pts             |
| Haut vol à 10 m        | Sarah Jodoin Di Maria (ITA)                                 | 324,85 pts             | Pauline Pfeif (GER)                      | 319,45 pts             | Else Praasterink (NED)                                 | 312,10 pts             |
| Épreuves synchronisées |                                                             |                        |                                          |                        |                                                        |                        |
| Tremplin de 3 m        | Ukraine- Xeniya Bochek - Diana Karnafel                     | 276,84 pts             | Allemagne- Lena Hentschel - Jette Müller | 265,95 pts             | Grande-Bretagne- Desharne Bent-Ashmeil - Amy Rollinson | 264,90 pts             |
| Haut vol à 10 m        | Espagne- Valeria Antolino Pacheco - Ana Carvajal San Miguel | 305,82 pts             | Ukraine- Xeniya Bailo - Sofiya Lyskun    | 286,44 pts             | Allemagne- Carolina Coordes - Pauline Pfeif            | 278,70 pts             |

### Hommes
| Épreuves               | Or                                        | Or                     | Argent                                     | Argent                 | Bronze                                     | Bronze                 |
| Épreuves individuelles | Épreuves individuelles                    | Épreuves individuelles | Épreuves individuelles                     | Épreuves individuelles | Épreuves individuelles                     | Épreuves individuelles |
| ---------------------- | ----------------------------------------- | ---------------------- | ------------------------------------------ | ---------------------- | ------------------------------------------ | ---------------------- |
| Tremplin de 1 m        | Moritz Wesemann (GER)                     | 400,60 pts             | Lorenzo Marsaglia (ITA)                    | 391,75 pts             | Danylo Konovalov (UKR)                     | 390,55 pts             |
| Tremplin de 3 m        | Andrzej Rzeszutek (POL)                   | 431,25 pts             | Noah Penman (GBR)                          | 429,70 pts             | Moritz Wesemann (GER)                      | 426,85 pts             |
| Haut vol à 10 m        | Olexi Sereda (UKR)                        | 468,65 pts             | Ole Rösler (GER)                           | 439,45 pts             | Anton Knoll (AUT)                          | 423,35 pts             |
| Épreuves synchronisées |                                           |                        |                                            |                        |                                            |                        |
| Tremplin de 3 m        | Allemagne- Timo Barthel - Moritz Wesemann | 389,58 pts             | Italie- Lorenzo Marsaglia - Giovanni Tocci | 386,70 pts             | Grande-Bretagne- Leon Baker - Hugo Thomas  | 383,25 pts             |
| Haut vol à 10 m        | Ukraine- Mark Hrytsenko - Olexi Sereda    | 413,76 pts             | Allemagne- Espen Prenzyna - Ole Rösler     | 402,24 pts             | Italie- Simone Conte - Riccardo Giovannini | 378,45 pts             |

### Mixte
| Épreuves               | Or                                                                  | Or         | Argent                                                                   | Argent     | Bronze                                                                                  | Bronze     |
| ---------------------- | ------------------------------------------------------------------- | ---------- | ------------------------------------------------------------------------ | ---------- | --------------------------------------------------------------------------------------- | ---------- |
| Par équipes            | Ukraine- Xeniya Bailo - Sofiya Lyskun - Kiril Boliuj - Olexi Sereda | 407,20 pts | Allemagne- Lena Hentschel - Pauline Pfeif - Ole Rösler - Moritz Wesemann | 400,60 pts | Italie- Sarah Jodoin Di Maria - Chiara Pellacani - Riccardo Giovannini - Matteo Santoro | 360,40 pts |
| Épreuves synchronisées |                                                                     |            |                                                                          |            |                                                                                         |            |
| Tremplin de 3 m        | Allemagne- Luis Ávila Sánchez - Lena Hentschel                      | 289,74 pts | Italie- Matteo Santoro - Chiara Pellacani                                | 289,71 pts | Grande-Bretagne- Benjamin Cutmore - Desharne Bent-Ashmeil                               | 271,80 pts |
| Haut vol à 10 m        | Ukraine- Kiril Boliuj - Xeniya Bailo                                | 308,34 pts | Italie- Riccardo Giovannini - Sarah Jodoin Di Maria                      | 298,74 pts | Allemagne- Luis Ávila Sánchez - Pauline Pfeif                                           | 297,00 pts |

## Tableau des médailles
| Rang  | Nation          | Or | Argent | Bronze | Total |
| ----- | --------------- | -- | ------ | ------ | ----- |
| 1     | Ukraine         | 5  | 1      | 1      | 7     |
| 2     | Allemagne       | 3  | 5      | 4      | 12    |
| 3     | Italie          | 2  | 4      | 2      | 8     |
| 4     | Suisse          | 1  | 0      | 1      | 2     |
| 5     | Espagne         | 1  | 0      | 0      | 1     |
| 5     | Pologne         | 1  | 0      | 0      | 1     |
| 7     | Grande-Bretagne | 0  | 1      | 3      | 4     |
| 8     | Arménie         | 0  | 1      | 0      | 1     |
| 8     | Suède           | 0  | 1      | 0      | 1     |
| 10    | Autriche        | 0  | 0      | 1      | 1     |
| 10    | Pays-Bas        | 0  | 0      | 1      | 1     |
| Total | Total           | 13 | 13     | 13     | 39    |